# Bufoides meghalayanus
Bufoides meghalayanus – gatunek płaza bezogonowego z rodziny ropuchowatych (Bufonidae). Endemit północno-wschodnich Indii, krytycznie zagrożony wyginięciem.

## Występowanie
Gatunek znany jest tylko z trzech leżących blisko siebie stanowisk w okolicach Czerapuńdżi w okręgu East Khasi Hills w stanie Meghalaya w północno-wschodnich Indiach. Można więc mówić o endemicie tego kraju. Stwierdzenia tego gatunku z gminy Tura w Garo Hills (stan Meghalaya) dotyczą Bufoides kempi, zaś stwierdzenia ze stanu Mizoram dotyczą opisanego w 2023 roku Bufoides bhupathyi.
Tereny, na których występuje ten gatunek, są położone na wysokości 1084–1192 m n.p.m.

## Rozmnażanie
Według informacji z lat 70. XX wieku, rozwój larwalny ma miejsce w wodzie gromadzącej się u nasady liści pandanów oraz w wypełnionych wodą zagłębieniach w głazach.

## Status
W Czerwonej księdze gatunków zagrożonych IUCN płaz ten klasyfikowany jest jako gatunek krytycznie zagrożony (CR, ang. Critically Endangered).
W 2010 roku liczebność populacji szacowano na nie więcej niż 100 dorosłych osobników. Trend liczebności oceniany jest jako spadkowy ze względu na utratę i degradację siedlisk.